# Composizione (musica)

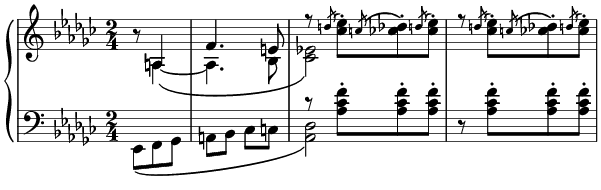
Citazione al "Tristano e Isotta" di Richard Wagner nel "Children's Corner" di Claude Debussy

In musica, la composizione è il processo creativo che concepisce un'opera d'arte e il prodotto stesso dell'atto. Il musicista che compone è detto compositore.
Essa, nella tradizione europea colta, presuppone lo studio di numerose discipline, quali l'armonia, il contrappunto, l'orchestrazione, e di tutte le regole proprie delle diverse forme musicali.
Nell'ambito del jazz e più in generale delle musiche fondate sull'improvvisazione (o almeno in cui l'improvvisazione ha parte rilevante), si tratta a volte di "composizione musicale estemporanea".
Il termine composizione musicale può anche indicare il risultato dell'atto del comporre, ossia la pagina musicale (od opera musicale).

## Introduzione
Le composizioni musicali sono frutto dell'organizzazione del linguaggio musicale con lo scopo di realizzare opere di vario genere.
All'interno della distinzione antropologica tra le culture a tradizione scritta e a tradizione orale troviamo approcci diversi alla composizione, soprattutto legati alle diverse funzioni sociali che le varie culture attribuiscono alla musica. Alla composizione musicale tuttavia appartengono dei caratteri universali che sono riscontrabili nella scelta del sistema musicale all'interno del quale comporre, questo determinerà il carattere ritmico, melodico ed, in occidente, armonico dell'opera. Altro universale può essere riscontrato nella necessità, comune a tutte le culture, di scegliere una forma all'interno della quale comporre. Nella storia della musica occidentale, percepiamo una costante trasformazione del linguaggio e delle forme che ci porta ad assistere ad esempio alla nascita della Messa o della Sinfonia, forme all'interno delle quali, nel corso dei secoli, il linguaggio ha pienamente partecipato all'emancipazione della dissonanza. La grande provocazione di Arnold Schönberg arrivata ai primi del Novecento unita alle esperienze che negli stessi anni determinarono, negli USA, la nascita della cultura afroamericana, hanno preparato le nuove generazioni di compositori ad una rinnovata libertà linguistica che ha poi caratterizzato molti lavori musicali, non più soltanto europei, del XX e XXI secolo.
Possiamo dunque sostenere che ogni composizione musicale appartiene ed aiuta a definire uno stile a sua volta legato all'epoca storica nella quale il componimento è stato realizzato.

## Caratteristiche
In occidente la composizione musicale è caratterizzata dall'utilizzo dell'armonia che si aggiunge al ritmo ed alla melodia, elementi questi sempre presenti in tutte le culture musicali del mondo.

### Ritmo
Il ritmo, in musica come nella poesia e nella danza, è un'organizzazione del tempo che si basa sulla nozione precisa delle unità temporali che, divise da intervalli uguali, si ripetono continuamente esattamente come avviene nel ticchettio dell'orologio. Questo battito uniforme lo troviamo negli strumenti a percussione, nel battito delle mani, nello scuotimento di un sonaglio, ma anche nel canto, poiché il ritmo costituisce il sottofondo invisibile, ma molto importante, di qualsiasi fatto melodico.
L'organizzazione ritmica, assume essenzialmente tre forme diverse che possiamo a volte trovare anche sovrapposte.
Una forma del ritmo, non la più antica, è puramente numerica. Essa consiste nel contare e nel ripetere continuamente un certo numero di unità temporali, indipendentemente dall'accento o dal metro. Tale procedura è molto comune tra i popoli dell'Estremo Oriente ed invece quasi assente nelle culture arcaiche dove il ritmo numerico ha un ruolo secondario. In Occidente questo principio è riscontrabile nel conteggio dell'endecasillabo, ovvero nel verso a undici sillabe, che ad esempio ritroviamo come elemento ritmico comune nella poesia italiana, basti pensare a Dante Alighieri e, in campo musicale lo si ritrova nel canto popolare russo.
Il ritmo si fonda su accenti reali o appena accennati, questa è la forma più comune del moderno tempo occidentale con i suoi 2/4,3/4,4/4 ecc. Molto spesso la musica delle civiltà arcaiche può essere misurata attraverso un ritmo di 8/8 che può essere a volte pensato come 4+4.
I ritmi metrici richiedono un breve chiarimento, poiché troppo facilmente i vocaboli “metrico” o “metro” sono utilizzati in maniera errata per designare quello che invece è il “tempo” della misura; 2/4, 3/4, 4/4 ecc. sono “tempi” perché obbediscono ad una segnatura di tempo. Al contrario, il metro appartiene solo ad uno schema caratteristico formato da note più lunghe e più brevi. Il piede metrico dell'antica poesia greca (e della musica vocale), con i suoi trochei, giambi ecc. ne fornisce un tipico esempio.
Il ritmo tende a divenire più rigido con il passare del tempo, ad esempio il ritmo dello stile arcaico indiano delle cantilene vediche era un ritmo libero, ma nello sviluppo di quello stile a partire dal 400 a.C., prevalgono metri uniformi e strutture regolari. Lo stesso dicasi per le recenti osservazioni fatte sul blues afroamericano, che da struttura libera che era è diventato per varie ragioni, non ultime le esigenze dei discografici, una struttura molto rigidamente codificata alla quale il ritmo ha dovuto cedere gran parte della sua libertà iniziale. In ogni caso non bisogna cadere nell'errore che regola e libertà ritmica rappresentino stadi di sviluppo, poiché molto spesso è stato osservato che ad una libertà del canto corrisponda una regolarità nell'accompagnamento ritmico e viceversa.
Gli stili del ritmo, insieme con le famiglie degli strumenti, sono inseriti in alcune aree geografiche ben distinte. La prima è costituita dall'Asia orientale, che è caratterizzata da un tempo regolare di 4/4. La seconda area, caratterizzata da ritmi metrici aggiuntivi, dunque più ricchi e complessi, è l'enorme regione che va dall'India all'Africa nera, attraverso il Medio e vicino Oriente. La Grecia antica presenta un'interessante commistione di questi tipi ritmici, ha infatti ritmi aggiuntivi che arrivano anche al 3+4, sicuramente derivati dall'Oriente, la cui musica ha largamente influenzato quella greca, ma anche una netta tendenza binaria dovuta probabilmente alla concezione dell'arte greca e della danza considerate terreno comune per la musica e la poesia.

### Armonia
L'armonia è la disciplina musicale che distingue la composizione musicale europea da quella presente nel resto del mondo. La genesi che ha portato, in Europa, allo sviluppo del pensiero armonico è assolutamente articolata e poggia le sue basi sulle osservazioni di alcuni pensatori pitagorici che dalla scienza armonica, fondata sulla divisione aritmetica dell'unica corda del monocordo, avevano ricavato uno schema di interpretazione razionale dell'universo. Solo nel Quattrocento il termine entra nell'ambito della pratica musicale ed è utilizzato per designare i criteri che regolano il risultato acustico della combinazione simultanea di più suoni. Nell'accezione moderna, a partire da Jean-Philippe Rameau, con il termine armonia si intende l'insieme di regole che definisce la struttura degli accordi in base al principio della tonalità che ne definisce la successione nel tempo. Il superamento dell'armonia tonale, meglio definibile come armonia funzionale, avvenne attraverso due percorsi distinti, da una parte la saturazione dello spazio tonale attraverso l'utilizzo dei cromatismi e dall'altra l'utilizzo delle scale modali che di fatto annullano la gravità tonale.